# Кузьминки-Люблино
Природно-исторический парк «Кузьминки-Люблино» — особо охраняемая природная территория в Юго-Восточном административном округе Москвы. Рекреационная территория получила свой современный статус 21 февраля 2006 года.

## География
Территорию «Кузьминок-Люблино» составляют два исторических парка: Люблинский парк и Кузьминский лесопарк. 
Парк «Люблино» расположен вокруг Люблинского пруда и состоит из двух частей, разделённых Краснодонской улицей. С северо-востока он граничит с Кузьминским лесопарком примерно по крытому Волжскому метромосту Люблинско-Дмитровской линии. На территории парка расположена историческая усадьба Люблино (41,1 га).
Кузьминский лесопарк – одна из самых больших зелёных зон Москвы. По его территории протекает река Чурилиха, на которой с XVIII веке существует система Кузьминских прудов площадью 30 гектаров. Территория парка разделена между районами Выхино-Жулебино, Кузьминки и Люблино и расположена между Краснодонской, Ставропольской улицами, улицей Верхние поля, МКАД, Волгоградский проспектом и жилой застройкой по улицам Чугунные Ворота и Юных Ленинцев. Восточная часть лесопарка расположена в Московской области на территории городского округа Котельники и ограничена городом Котельники, МКАД и Новорязанским шоссе. Площадь парка 1189 га, из них 227 га в Московской области. В северной части Кузьминского лесопарка на площади 375 га в 1977 году был создан парк культуры и отдыха «Кузьминки», основную часть которого (270 га) занимает бывшая усадьба Кузьминки. 
На территории так же находится Мишкин пруд. Искусственный водоем обустроили в 1973-1974 годах. Пруд назван в честь заслуженного лесовода России Михаила Федоровича Смирнова.

## Особо охраняемая природная территория (ООПТ)
Природный парк «Кузьминки-Люблино» получил статус особо охраняемой природной территории регионального значения постановлением правительства Москвы от 21 февраля 2006 года, подписанным   мэром города Юрием Лужковым. Границы нового ООПТ совпали с территорией природного комплекса «Кузьминки-Люблино», утверждённой Правительством Москвы ещё 26 марта 2002 года в постановлении № 209 «О проекте планировки территории „Кузьминки-Люблино“ и дальнейшем развитии природного и историко-рекреационного комплекса „Кузьминки-Люблино“».
Постановление определило, что «Кузьминки-Люблино» находится в ведомственном подчинении Департамента природопользования и охраны окружающей среды Москвы.

## Флора и фауна
По данным дирекции, на территории парка произрастают 78 видов деревьев и кустарников, но при этом до 58 % территории парка занято сосной обыкновенной. Большая часть деревьев молоды, однако в центральной части Кузьминок остались старые липовые аллеи и единичные экземпляры дубов, вязов и лиственниц в возрасте 200—250 лет. Кроме естественных для данной местности деревьев, в парке высажены акация белая, бархат амурский, дуб красный, черёмуха виргинская, сирень венгерская, айва японская, магония падуболистная, кизильник блестящий и рябинник рябинолистный.
Более 20 видов травянистых растений, произрастающих на территории лесопарка, занесены Красную книгу Москвы: ветреница лютиковая, медуница неясная, хохлатка плотная, гвоздика травянка, гвоздика Фишера, ландыш майский, купена лекарственная, калужница болотная, несколько видов колокольчиков, нивяник обыкновенный, кувшинка белоснежная и другие.
В результате наблюдений было обнаружено более 70 видов птиц, относящихся к 24 семействам. Длиннохвостая синица, ворон, жулан, речной сверчок, пустельга, ушастая сова, ястреб-тетеревятник — эти птицы также включены в Красную книгу города. В Кузьминском парке гнездится чёрный дятел, находящийся под угрозой исчезновения.
На территории парка встречаются 12 видов млекопитающих из 8 семейств: белка, ёж обыкновенный, заяц-русак, крот, ласка, рыжая полёвка, водяная полёвка, полевая мышь, серая крыса, бурозубки. В водоёмах обитают плотва, краснопёрка, карась, пескарь и другие виды рыб.